# Левые во Франции
Французские левые (фр. Gauche française) — общее наименование коммунистических, социалистических, социал-демократических, демократических социалистических, анархистских и некоторых других политических сил во Франции. Термин берёт своё начало от Национального собрания 1789 года, в котором радикальные сторонники революции сидели слева от центра. В XIX веке левыми в основном называли сторонников Республики, тогда как правыми в основном именовали приверженцев монархии, вначале абсолютной, позже и конституционной.
В начале XX века во Франции двумя основными политическими силами на левом фланге были Республиканская, радикальная и радикально-социалистическая партия (радикалы), созданная в 1901 году, и Французская секция Рабочего Интернационала (социалисты), образованная в 1905 году в результате слияния различных марксистских партий. После Революции 1917 года в России и восстания спартакистов 1919 года в Германии французские левые разделились на реформистов и коммунистов во время Турского конгресса 1920 года. После Второй мировой войны радикалы окончательно сместились в центр, а главными соперниками социалистов на левом фланге стали коммунисты.
В XIX веке отношение к левым во Франции было различным в разных социальных кругах, но постепенно, с ростом городского населения, рабочего класса и интеллигенции, широко распространилось мнение, что левые — сторонники прогресса, что ценилось выше чем приверженность консерватизму, и они противостоят «реакционерам, консерваторам, защитникам устоявшегося порядка, отвергавшим свободу и равенство».

## Левые и правые во Франции
На протяжении большей части XIX века основная линия, разделяющая левых и правых во Франции, проходила между сторонниками Республики слева и приверженцами Монархии справа. В первой половине XIX века справа находились легитимисты, которые придерживались контрреволюционных взглядов и отвергали любые компромиссы, желая сохранить старый порядок и вернуть легитимную династию, в центре более умеренные монархисты-орлеанисты, выступавшие за конституционную монархию во главе с предпочитаемой ими ветвью королевской семьи, что стало реальностью после Июльской революции 1830 года. Слева располагались республиканцы, добивавшиеся Республики, или, как её называли радикальные республиканцы, «демократическая и социальная Республика» (la République démocratique et sociale), ставшая целью нарождающегося французского рабочего движения и наименьшим общим знаменателем французских левых. Июньское восстание во время Второй республики было попыткой левых добиться своей цели после Революции 1848 года, потерпевшая крах из-за собственного радикализма, который разделяло слишком малая часть населения, всё ещё преимущественно сельского.
Во второй половине XIX века ситуация стала меняться. В то время как монархисты всех видов постепенно сместились на правый фланг, центр заняли умеренные республиканцы, а слева оказались республиканцы-радикалы и только что зародившиеся социалисты. После переворота Наполеона III в 1851 году и последующего создания Второй империи левые были исключены из политической жизни и сосредоточились на организации рабочих. Растущее вместе с увеличением рабочего класса французское рабочее движение состояло из различных направлений; марксизм соперничал с радикальным республиканизмом и «утопическим социализмом» Огюста Конта и Шарля Фурье, в которых разочаровался Карл Маркс.
Во Франции социализм постепенно слился с якобинскими идеалами радикального республиканизма, что привело к уникальной политической позиции, охватывающей национализм, социализм, демократию и антиклерикализм (оппозиция роли церкви в контроле социальной и культурной жизни французов), которые до сих пор остаются отличительными чертами французских левых. Большинство практикующих католиков продолжают голосовать за консерваторов, в то время как регионы, которые в 1789 году активно поддержали революцию, по прежнему поддерживают левых.

### Классификации по Мишелю Виноку
Французский историк Мишель Винок выделяет внутри левых четыре основных направления, три из которых — республиканское, социалистическое и коммунистическое, ведут своё происхождение от трёх революций — «1789 года; промышленной XIX века и большевистской», а четвёртое — ультралевое или «критическое левое»
Республиканские левые
- Идеи: Республиканизм, радикализм, радикальный социализм.
- Партии: Монтаньяры, Крайне левые, Группа радикал-социалистов, Республиканская, радикальная и радикально-социалистическая партия, Движение левых радикалов, Радикальная левая партия.
- Фигуры: Робеспьер, Ледрю-Роллен, Луи Блан, Жюль Мишле, Виктор Гюго, Леон Гамбетта, Жорж Клемансо, Леон Буржуа, Эдуар Эррио, Жан-Пьер Шевенман, Бернар Казнёв.

Социалистические левые
- Идеи: Утопический социализм, социализм, социал-демократия, демократический социализм, экосоциализм.
- Партии: Французская секция Рабочего интернационала, Социалистическая партия, «Общественное место»[фр.], Левая партия, «Непокорённая Франция».
- Фигуры: Сен-Симон, Жан Жорес, Леон Блюм, Франсуа Миттеран, Франсуа Олланд, Жан-Люк Меланшон.

Коммунистические левые
- Идеи: Коммунизм, марксизм, либертарный социализм, троцкизм, антикапитализм.
- Партии: Рабочая группа, Французская секция Коммунистического интернационала, Французская коммунистическая партия, Революционная коммунистическая лига, «Рабочая борьба», Новая антикапиталистическая партия.
- Фигуры: Бланки, Прудон, Луиза Мишель, Жюль Гед, Морис Торез, Жан-Поль Сартр, Симона де Бовуар, Арлетт Лагийе, Оливье Безансено, Филипп Путу.

Ультралевые
- Идеи: анархизм, люксембургизм, спартакизм, бордигизм, автономизм, анархо-синдикализм, рэтекоммунизм, ситуационизм.

## История
Французский историк Жак Жульяр придерживался хронологического подхода, поскольку история левых также будет историей их конфронтации с правыми, чьи цели будут определяться во время конфликта. Однако эта история не линейна: Жульяр выделял великие «моменты» истории:
- «Философский момент» — эпоха Просвещения (1762—1789)
- «Момент основания» — Французская революция (1789—1799)
- «Либеральный момент» — цензовая монархия (Реставрация и Июльская монархия; 1814—1848)
- «Республиканский момент» (1848—1898)
- «Радикальный момент» (1898—1914)
- «Великий раскол» (1920—1939).

### XVIII век

#### Эпоха Просвещения
Истоки левого движения во Франции берут своё начало в эпоху Просвещения. Американский историк Генри Мэй выделял в развитии философии этого периода четыре фазы. Вторую из них называют скептической и во Франции связывают в первую очередь с именем Вольтера. Для него, как и для его единомышленников, единственным источником познания является непредубеждённый разум. Скептическая фаза пришлась на времена, когда параллелизм духовной и светской культуры во Франции постепенно привёл к дискредитации первой за ханжество и фанатизм. Так были заложены предпосылки третьей, революционной фазы, во Франции ассоциируемой с эгалитаристским учением Руссо. Идеи Вольтера и Руссо сыграли большую роль в подготовке умов к Великой Французской революции.

#### Французская революция
В первые дни революции политический спектр был разделён между абсолютистами (сидевшими справа от короля) и революционерами, поначалу преимущественно сторонниками конституционной монархии, среди которых преобладали жирондисты. На непродолжительное время жирондистам удалось добиться реализации своих идей, установив режим дуалистической монархии. Однако с падением короля Людовика XVI и монархии уже жирондисты сместились вправо, а слева теперь восседали якобинцы-республиканцы во главе с Робеспьером и ещё более левые монтаньяры (Дантон, Марат и другие). Победив, якобинцы провозгласили Республику и установили диктатуру, сопровождавшуюся массовым террором, После падения Робеспьера и прихода к власти Директории, якобинцы сохранились как революционное течение радикального толка и попытались вернуть себе власть, но их деятельность в основном свелась к нескольким «клубам». Возникали и более радикальные движения, например, утопически-коммунистический заговор «во имя равенства» Гракха Бабёфа.

### XIX век

#### Реставрация Бурбонов
На протяжении всего XIX века Париж был местом постоянным повстанческих движений и штаб-квартирой европейских революционеров. Пережив Революции 1789 года и Первую империю Наполеона I бывшая королевская семья вернулась к власти в ходе Реставрации Бурбонов. В период II Реставрации политической жизни Франции доминировали ультрароялисты-контрреволюционеры, которые стремились избавиться от наследия Революции, восстановить божественное право королей и отомстить за революционный террор. Однако непримиримость легитимистов в конечном итоге привела к падению Карла X во время «Трёх славных дней», или Июльской революции 1830 года. Новым королём стал Луи-Филипп из Орлеанского дома, младшей ветви Бурбонов. Наступило время орлеанистов второй по важности правой традиции Франции, согласно классификации историка Рене Ремона. Более либеральные, чем легитимист, орлеанисты стремились к достижению формы национального примирения, символизируемого известным заявлением Луи-Филиппа в январе 1831 года: «Мы будем стремиться сохранять золотую середину, в равной степени далёкие от крайностей народной власти и злоупотреблений королевской властью».

#### Июльская монархия
Июльская монархия, установившаяся во Франции в 1830 году, таким образом, разделила страну на лоялистов, сторонников «короля-гражданина», конституционной монархии и избирательного ценза, правую оппозицию режиму (легитимисты) и левую оппозицию (республиканцы и социалисты). Лоялисты разделились на две партии: консервативную Партия сопротивления (Parti de la résistance) и либеральную Партия движения (Parti du mouvement). Республиканцы и социалисты, которые требовали социальных и политических реформ, включая всеобщее избирательное право и «право на труд» (droit du travail), тогда находились на крайнем левом фланге политического совета. Левые орлеанисты из Партии движения поддерживали силы в Европе, которые пытались в своих странах создать национальные государства. Её рупором была Le National, в то время как правые орлеанисты выступали за мир и стабильность по всей Европе, а их рупором был Le Journal des Débats.
Единственным социальным законом буржуазной Июльской монархии стало объявление в 1841 году вне закона труда детей младше восьми лет и ночного труда для детей младше 13 лет. Однако этот закон так и не был реализован до конца. Пока орлеанисты представляли себе «благотворительную экономику», идеи социализма, в частности утопического социализма (Сен-Симон, Шарль Фурье и т. д.), постепенно распространялись в народе. Луи Огюст Бланки писал о заговорах и терроре против властей, социалист и анархист Пьер-Жозеф Прудон разрабатывал мутуализм, а там временем Карл Маркс в 1843 годy в Париже познакомился с Фридрихом Энгельсом.
Маркс приехал в Париж, чтобы работать с Арнольдом Руге, другим немецким революционером, над Deutsch–Französische Jahrbücher, в то время как Энгельс прибыл специально, чтобы встретиться с Марксом. Там он показал ему свою работу «Положение рабочего класса в Англии». Маркс писал для революционной газеты Vorwärts, созданной и управляемой тайным обществом под названием «Союз справедливых», основанным немецкими политэмигрантами в Париже в 1836 году, вдохновлёнными революционером Гракхом Бабёфом и его идеями социального равенства. «Союз справедливых» был отколовшейся группой от «Союза отверженных», созданного в Париже двумя годами ранее Теодором Шустером, Вильгельмом Вейтлингом и другими немецкими эмигрантами при участии странствующих ремесленников-подмастерьев. Шустер вдохновлялся работами Филиппо Буонарроти. Последний вдохновлялся тайным обществом республиканцев-карбонариев и разделял идеи Сен-Симона и Шарля Фурье. Их целью было создание «Социальной республики» в немецких государствах, которая будет уважать «свободу», «равенство» и «гражданскую добродетель».
«Союз справедливых» участвовал в восстании бланкистов в мае 1839 года в Париже. После изгнания из Франции «справедливые» перебрались в Лондон, где, приняв под влиянием Маркса и Энгельса марксизм, образовали Союз коммунистов.
Внутренняя политическая ситуация в период Июльской монархии была нестабильной. Торгово-промышленный кризис, разразившийся в 1830—1831 годах и создавший массу безработных, особенно в Париже, а также холера 1832 года (от которой умер премьер-министр Казимир Перье) вызывали постоянные волнения в стране, действовали удручающим образом на биржу, и ставили власти в чрезвычайно затруднительное положение. Даже экономический рост, приведший к росту благосостояния, не смогли сразу переломить ситуацию. Властям пришлось неоднократно подавлять восстания в разных уголках Франции, в том числе в Лионе в 1831 и 1834 годах и в Париже в 1832, 1834 и 1839 годах. Всего в период с 1830 и 1848 год во Франции во внутренних смутах погибло несколько тысяч человек, включая не менее трёх тысяч человек в Париже.

#### Вторая республика
Февральская революция 1848 года свергла Июльскую монархию, на смену которой пришла Вторая республика (1848—1852). Просуществовала республика недолго. 2 декабря 1851 года Луи-Наполеон Бонапарт положил ей конец государственным переворотом, провозгласив в следующем году Вторую империю (1852—1870). Недолговечная Вторая республика, однако, успела запомниться тем, что впервые установила всеобщее избирательное право для мужчин и отменила рабство. Февральская революция также установила принцип «права на труд» (droit au travail — или «право иметь работу») и решила основать «Национальные мастерские» для безработных. В то же время в Люксембургском дворце был создан своего рода промышленный парламент под председательством Луи Блана с целью подготовки схемы организации труда. Быстро нарастающие противоречия между правыми, консервативными либералами, и левыми, радикальными республиканцами и социалистами, стали причиной июньского восстания, провал которого нанёс смертельный удар по надеждам левых на «социальную и демократическую республику». В декабре впервые в истории Франции прошли президентские выборы. Сначала казалось, что демократия торжествует, поскольку впервые было реализовано всеобщее избирательное право. Однако левые потерпели сокрушительное поражение. Левый республиканец Александр Огюст Ледрю-Роллен, либерал Альфонс де Ламартин и социалист Франсуа-Венсан Распай набрали на троих меньше 6 % голосов, умеренный республиканец Луи Эжен Кавеньяк, главный организатор расправы над парижскими рабочими во время подавления Июньского восстания, достиг почти 20 %, в то время как Бонапарт неожиданно выиграл выборы, набрав почти 75 % голосов, что стало крупным поражением республиканского и социалистического лагерей.

#### Вторая империя
Избравшись всеобщим голосованием на пост президента в декабре 1848 года Луи Наполеон Бонапарт покончил с Республикой. 2 декабря 1851 года он, опираясь на поддержку армии, совершил государственный переворот: распустил Национальное собрание и Государственный совет, ввёл военное положение и арестовал оппозиционно настроенных депутатов. Начавшиеся в Париже и в провинциях беспорядки были жёстко подавлены. Уже 21 декабря состоялся референдум, на котором была принята новая конституция, согласно которой президентские полномочия были продлены с 4 лет до 10 и восстановлен двухпалатный парламент, причём депутаты верхней палаты назначались президентом пожизненно. 7 ноября 1852 года назначенные Луи Наполеоном сенаторы высказались восстановление во Франции наследственной империи и уже 22 ноября прошёл плебисцит, на котором большинство поддержало ратификацию установленной сенатским указом Конституции Империи. 2 декабря 1852 года президент Луи Наполеон Бонапарт был провозглашён императором французов под именем Наполеона III. Это был очередной удар по надеждам левых на «социальную и демократическую республику». Наполеон III проводил авторитарную политику, сопровождавшуюся репрессиями, оппозиция практически не имела доступа к печати, результаты нечастых выборов фальсифицировались. Многие левые деятели эмигрировали, преимущественно в Лондон, где в 1864 году приняли участие в основании Первого Интернационала.
Всё правление Наполеона III во Франции росла промышленность, а вместе с ней и численно рос рабочий класс, при этом положение рабочих почти не улучшалось. Заработная плата фабричных рабочих поднялась за эти годы, в целом, на 30—40 %, но одновременно не меньше, если не больше, поднялись цены на жильё и продовольствие; правда, на большей части фабрик немного уменьшился рабочий день, хоть и без прямого участия законодательства: закон 1848 года, установивший максимальный рабочий день сначала в 10—11 часов, потом поднявший норму до 12 часов, никогда не применялся на практике по причине отсутствия органа надзора; на бумаге он остался в силе, но Наполеон III не думал ни о применении, ни о его расширении.
И тем не менее, при Наполеоне III была принята важная мера в пользу рабочих: предоставление им в 1864 году права стачек (законом 1791 года союзы и стачки как хозяев, так и рабочих были запрещены, но коалиции работодателей появились уже во время Июльской монархии и терпелись вопреки закону, коалиции же рабочих строго преследовались). Такая единичная мера не удовлетворяла рабочих, и они в массе отказались от своей веры в Наполеона III.
Одновременно с этим, во Франции росло рабочее движение и связанные с ним левые. Было организовано представительство Первого интернационала (Международное товарищество рабочих), независимое от лондонского Генерального совета. Основателями и руководителями французской секции Первого интернационала явились сторонники первого в мире анархиста Прудона: они стремились к мирной социальной революции при посредстве взаимного безвозмездного кредита («мютюэлизм»). Наряду с французским отделением Первого интернационала образовалась радикальная революционная фракция «бланкистов» (по имени своего лидера, Луи Бланки), проповедовавшая утопический коммунизм и отличавшаяся радикализмом в методах борьбы.
В конце 1860-х годов большое распространение, особенно в низших слоях буржуазии, получил революционный радикализм, основанный на идеалах Робеспьера; определённой программы он не имел, и его главные принципы «justice éternelle» (в переводе с фр. — «вечная справедливость») и «fraternité éternelle» (в переводе с фр. — «вечное братство») каждым оратором понимались по-своему. В одном только сходились все оппозиционные элементы — в ненависти к империи.

### Третья Республика

#### От Империи до Парижской коммуны
Неудачи Наполеона III в Мексике и Люксембурге, а также сильный дефицит бюджета, к которому привела агрессивная политика Наполеона III, всё более и более способствовали росту недовольства. Отсюда многочисленные забастовки рабочих, на которые власти отвечали репрессиями, усиливая озлобление против правительства. Всё указывало на то, что империи грозит крах, если она не изменит свою политику. Даже среди бонапартистов произошёл раскол. Отчасти для того, чтобы отвлечь общественное внимание от внутренних неурядиц, отчасти в надежде покрыть военными лаврами поражения в мексиканском, люксембургском и других вопросах — Наполеон III, под давлением крайне правых (которым покровительствовала императрица Евгения), повёл агрессивную политику по отношению к Пруссии, закончившуюся франко-прусской войной. Война ярко обнаружила всю непрочность империи; с самого же начала она приняла для Франции крайне неблагоприятный оборот, и после ряда неудач 2 сентября 1870 сам Наполеон III, с целой армией, сдался в плен пруссакам.
Когда известие об этом пришло в Париж, оно вызвало там взрыв негодования. Утром 4 сентября разгневанная толпа ворвалась в Палату депутатов и депутат-республиканец Леон Гамбетта от имени народного представительства объявил, «что Л. Наполеон Бонапарт и его династия перестали править во Франции». В ратуше той же толпою была провозглашена республика и назначено временное «правительство народной обороны», в которое вошли все депутаты от Парижа (Араго, Кремьё, Ферри, Фавр, Гамбетта, Гарнье-Пажес, Пелльтан, Пикар, Симон, позднее Рошфор и некоторые другие). Военный губернатор Парижа, генерал Трошю, был оставлен на своём посту; императрица Евгения поспешно бежала из Парижа; империя рухнула, не найдя защитников. Одновременно подобные события произошли в Лионе, Марселе, Бордо и других городах, где тоже была провозглашена республика, которую позже назовут Третьей республикой.
Одновременно в Париже проявилось и громко заявило о себе стремление к учреждению коммуны, в которой видели панацею от всех зол и бедствий, обрушившихся на Францию. У одних требование коммуны являлось протестом против политики Наполеона III. Другие выдвигали традиции первой революции, когда парижская коммуна руководила победоносной борьбой с коалицией держав. Приверженцы Прудона мечтали о разделении Франции на ряд автономных общин, каждая из которых самостоятельно определяла бы свой хозяйственный быт и ввела бы своих членов в обетованную страну «мютюэлизма». Наконец, идея коммуны встретила большое сочувствие и у революционеров-коммунистов, глава которых, Бланки, лично явился тогда в Париж.
Так сформировались предпосылки для появления в марте 1871 года Парижской коммуны — революционного правительства Парижа. Вскоре после заключения перемирия с Пруссией во время Франко-прусской войны в Париже начались волнения, вылившиеся в революцию и установление самоуправления, длившегося 72 дня (с 18 марта по 28 мая). Во главе Парижской коммуны стояли объединённые в коалицию неоякобинцы, социалисты и анархисты. Уже 26 марта прошли выборы в Парижскую коммуну.
Тем временем Адольф Тьер, в феврале выбранный Национальным собранием громадным большинством голосов «главой исполнительной власти», и вынужденный вместе со своим правительством перебраться из Парижа в Версаль, стал собирать силы для подавления Коммуны. 21 мая версальцы вступили в Париж, положив начало восьмидневной уличной битве, вошедшей в историю как «майская кровавая неделя». 28 мая наступил конец: весь Париж был в руках версальцев. Последний оплот коммунаров — форт Венсен — был сдан 29 мая, после чего начали свою работу военно-полевые суды.

#### От Коммуны до Первой мировой войны
После разгрома Парижской коммуны французские левые в течение десяти лет, до всеобщей амнистии начала 1880-х годов, были вынуждены действовать в эмиграции или глубоком подполье, подвергаясь жестоким репрессиям. В результате французское рабочее движение в первые годы Третьей Французской республики (1871—1940) было сильно дезорганизовано. Историк Бенедикта Андерсона так описывал эти события:
…примерно 20 000 коммунаров или предполагаемых сочувствующих [были казнены во время Кровавой недели], что превышает число убитых в недавней войне или во время «террора» Робеспьера 1793—1794 годов. Более 7500 были заключены в тюрьму или депортированы в такие места, как Новая Каледония. Тысячи других бежали в Бельгию, Англию, Италию, Испанию и Соединённые Штаты. В 1872 году были приняты строгие законы, которые исключали все возможности организации на левом фланге. Только в 1880 году была объявлена всеобщая амнистия для изгнанных и заключённых коммунаров. Тем временем Третья республика оказалась достаточно сильной, чтобы возобновить и усилить империалистическую экспансию Луи Наполеона — в Индокитае, Африке и Океании. Многие из ведущих интеллектуалов и художников Франции участвовали в Коммуне (Курбе был её квазиминистром культуры, Рембо и Писсарро были активные пропагандисты) или симпатизировали ей. Жестокие репрессии 1871 года и позже, вероятно, стали ключевым фактором в отчуждении этих сред от Третьей республики и возбуждении их сочувствия к её жертвам внутри страны и за рубежом.
На первых в истории Третьей республики парламентских выборах в феврале 1871 года победили монархисты, орлеанисты и легитимисты, и только на выборах 1876 года Республиканская коалиция, включавшая умеренных республиканцев, республиканцев Гамбетты, левых республиканцев и левых радикалов, получило большинство в Палате депутатов. С этого момента первой задачей левоцентристов стало прочное установление Третьей республики, провозглашённой в сентябре 1870 года. Соперничество между легитимистами и орлеанистами предотвратило новую Реставрацию Бурбонов и Третья республика прочно утвердилась с принятием Конституционных законов 1875 года. Однако антиреспубликанская агитация продолжалась, сопровождаясь различными кризисами, включая кризис буланжизма или дело Дрейфуса. Основными политическими силами в левом движении в это время были республиканцы-оппортунисты, Республиканский союз Гамбетты и Республиканская, радикальная и радикально-социалистическая партия, а также зарождающиеся социалистические партии, которые в 1880-х годах выиграли несколько выборы в ряде муниципалитетов, установив то, что было названо «муниципальным социализмом». На рубеже XX века радикалы заменили оппортунистов в качестве основной силы левого центра, хотя последние, постепенно правея и превращаясь в социальных консерваторов, продолжали претендовать на звание левых — политическое явление, известное как «синистризм».
В 1894 году правительство умеренного республиканца Пьера Вальдека-Руссо легализовало профсоюзы, что позволило создать в следующем году Всеобщую конфедерацию труда (ВКТ), появившуюся в результате слияния ассоциации Bourse du Travail Фернана Пеллутье и ряда местных рабочих объединений. ВКТ, в котором доминировали анархо-синдикалисты, достигло кульминации в 1902 году, объединив в своих рядах на тот момент 100 000 членов.

#### Умеренные республиканцы
С 1876 года и до начала XX века доминирующей силой и на левом фланге и вообще во французской политике были умеренные республиканцы, они же республиканцы-оппортунисты, которые считали, что республиканский режим может быть консолидирован только постепенно, путём последовательных фаз, ради этого стараясь добиваться общественного консенсуса. К «оппортунистам» относились такие политики, как Жюль Греви, 4-й президент Франции (1879—1887), Жюль Симон, премьер-министр (1876—1877), Жюль Ферри, дважды премьер-министр (1880—1881 и 1883—1885) и лидер Республиканской левой, который принял законы об обязательном и светском государственном образовании, известные как законы Жюля Ферри, Леон Гамбетта, премьер-министр (1881—1882) и лидер Республиканского союза, участник Коммуны, Шарль Фрейсине, который четырежды возглавлял кабинет министров в этот период, Жюль Фавр, один из лидеров оппортунистов в парламенте. В то время как Гамбетта выступал против колониализма, поскольку считал его отклонением от «голубой линии Вогезов», то есть возможностью мести недавно созданной Германской империи, Ферри был частью «колониального лобби», которое полагало, что Франция должна принять участие в борьбе за Африку.
Оппортунисты довольно быстро порвали с более левой Республиканской партией радикалов и радикал-социалистов, которая стремилась к глубоким преобразованиям общества, что привело к серьёзным разногласиям в Палате депутатов, в частности с Жоржем Клемансо. В начала XX века оппортунисты, постепенно правевшие, были заменены радикалами в качестве основной силы во французской политике.
В 1879 году была предпринята попытка объединить в одной партии социалистов всех течений. Так была учреждена Федерация социалистических рабочих Франции (FTSF). С самого начала в партии преобладали поссибилисты, выступавшие за постепенные реформы, в результате представители других течений в течение трёх лет покинули Федерацию. Так, последователи Луи Огюста Бланки основали революционно-социалистическую партию Центральный революционный комитет (CRC), представляя французскую революционную традицию. А Жюль Гед и Поль Лафарг (зять Карла Маркса, известный тем, что написал «Право на леность», в котором критиковал отчуждение труда) основали в 1882 году Французскую рабочую партию (POF), которая стала первой марксистской партией во Франции.

#### Пропаганда действием
Несколько лет спустя части анархистского движения, базирующиеся в Швейцарии, начали теоретизировать пропаганду действием. Карл Маркс во время Гаагского конгресса 1872 года добился исключения Бакунина и других федералистов из Первого Интернационала (он же Международное товарищество рабочих, основанного коммунистами и анархистами в Лондоне в 1864 году). Таким образом международное социалистическое движение окончательно раскололось на анархистов, или «антиавторитарных социалистов», и коммунистов. Через год после своего исключения Юрская федерация, швейцарская секция Интернационала, находившаяся под сильным влиянием анархистских и федералистских идей Бакунина, призвала к созданию нового, антиавторитарного Интернационала, названного Анархистским или Сент-Имьерским Интернационалом (1872—1877). В него вошли итальянская, испанская, бельгийская, американская, британская и голландская секции, французская и итальянская секции раскололись, часть их членов поддержали новый интернационал, часть остались на стороне Маркса. Все они выступали против контроля Маркса над Центральным советом и выступали за автономию национальных секций, свободных от централизованного контроля.
В декабре 1893 года анархист Огюст Вайян бросил бомбу в Национальное собрание (двадцать депутатов получили лёгкие ранения). Республиканцы-оппортунисты быстро отреагировали на террористический акт, проголосовав два дня спустя за «lois scélérates», жёстко ограничивающие свободу слова. Первый закон осуждал оправдание любого тяжкого преступления или преступления как таковое, допуская широкомасштабную цензуру прессы. Второй закон позволял осуждать любого человека, прямо или косвенно вовлечённого в пропаганду деяния, даже если фактически не было совершено никакого убийства. Последний закон осуждал любого человека или газету, использующую анархистскую пропаганду (и, соответственно, либертарных социалистов, нынешних или бывших членов Международного товарищества рабочих). Эти законы привели к закрытию анархистских газет, многочисленным арестам, роспуску либертарианских организаций и запрету прессе вообще распространять «анархистскую пропаганду». Таким образом, свобода слова и поощрение пропаганды действием или антимилитаризма были жёстко ограничены.
После этих событий Великобритания снова стала убежищем для политических беженцев из Франции, в частности анархистов, которых все отождествляли с теми немногими, кто совершал террористические акты. С этого времени Великобритания стала гнездом для анархистов, изгнанных с континента, в частности, между 1892 и 1895 годами, которые ознаменовали пик репрессий. Луиза Мишель, также известная как «Красная Дева», Эмиль Пуже и Шарль Малато были в числе самых известными из многих анархистов, дезертиров или простых преступников, бежавших Лондон из Франции и других европейских стран. Возможность вернуться во Францию у них появилась только после амнистии президента Феликса Фора в феврале 1895 года. Несколько сотен лиц, связанных с анархистским движением, тем не менее, оставались в Великобритании в период между 1880 и 1914 годами. В ответ британские власти ограничили право убежища, национальную традицию со времён Реформации XVI века. В 1890-х годах в британской прессе было проведено несколько кампаний против французских политэмигрантов, которые поддерживала «ограничительная» партия, выступавшая против свободы передвижения и разжигала враждебность по отношению к французским и другим активистам.
Тем временем важные фигуры в анархистском движении начали дистанцироваться от террора как «пропаганды действием», в том числе из-за государственных репрессий против всего рабочего движения, спровоцированных такими индивидуальными актами. В 1890 году русский теоретик анархизма Пётр Кропоткин писал в Le Révolté, что «иллюзия — полагать, что нескольких килограммов динамита будет достаточно, чтобы победить коалицию эксплуататоров». Самые разные деятели анархизма выступали за отказ от террора в пользу коллективных революционных действий, например, через профсоюзное движение. Анархо-синдикалист Фернан Пеллутье в 1895 году выступал за возобновление участия анархистов в рабочем движении на том основании, что анархизм может прекрасно обойтись без «индивидуального динамита».

#### Анархо-синдикалистское движение
В 1892 году была создана Федерация бирж труда, объединившая на децентрализованной основе ряд городских рабочих организаций, называемых «биржами труда», которые помимо профсоюзной работы также поощряли взаимопомощь, образование и самоорганизацию среди своих членов. В 1894 году правительство Пьера Вальдека-Руссо, умеренного республиканца, легализовало союзы рабочих и работодателей, тем самым разрешив такую правовую форму объединения. Уже в следующем 1895 году Федерация бирж труда объединилась с Национальной федерацией профсоюзов, образовав Всеобщую конфедерацию труда (Франция) (ВКТ), которая в своей хартии 1906 года провозглашала классовую борьбу, необходимости экспроприации собственности капиталистов и отказ от сотрудничества профсоюзов с политическими партиями. Вплоть до Первой мировой войны в конфедерации доминировали анархо-синдикалисты. Наиболее важными секциями ВКТ тогда были железнодорожные и типографские рабочие (cheminots и ouvriers du livre). В течение десятилетий ВКТ доминировала в рабочем движении Франции, держась подальше от политической сферы и парламентской системы.

#### Дело Дрейфуса
Дело Дрейфуса, шпионский скандал усиленный антисемитизмом, в середине 1890-х годов разделило Францию на два враждующих лагеря: правые (Шарль Моррас и другие) поддерживали обвниения в адрес Дрейфуса, заявляя что защищают армию и нацию, в то время как левые (Эмиль Золя, Жорж Клемансо и другие) добивались его оправдания во имя прав человека и справедливости. Дело Дрейфуса способствовало рождению современного французского интеллектуала, интересующегося политикой, в то время как национализм, который ранее, в форме либерального национализма, был характерен больше для республиканских левых, стал правой чертой, мутировав в форму этнического национализма. Сами левые к тому времени уже были разделены на радикальных республиканцев и новые силы, выступавшие за социализм, будь то в его марксистской интерпретации или в традиции революционного синдикализма.

#### Рост социалистических настроений
К 1896 году французские социалисты взяли под контроль 157 городских советов. Они создавали общественные бани и парки, забастовочные фонды, службы юридический помощи, обеспечивали питание в школах и яслях. Социалистические муниципалитеты также предоставляли жильё жертвам несчастных случаев на производстве и улучшали условия для муниципальных работников.
В начале XX века левые во Франции были представлены двумя основными политическими партиями, а именно Республиканской, радикальной и радикально-социалистической партией и Французской секцией Рабочего интернационала (SFIO), созданной в 1905 году в результате слияния различных марксистских партий.
В 1914 году после убийства лидера SFIO Жана Жореса, который придерживался интернационалистской и антимилитаристской линии, социалисты согласились присоединиться к общенациональному движению Священный союз, объединению французских политических партий и движений разных взглядов, поддержавших ведение войны против Германии. После российской революции 1917 года и восстания спартакистов 1918 года в Германии французские левые окончательно разделились на реформистов и революционеров во время Турского конгресса 1920 года, на котором большинство SFIO отделилось и сформировало Французскую секцию Коммунистического интернационала (SFIC).
Ранние французские левые часто зарождались внутри республиканских движений.

#### Партийное строительство
В 1880-х годах в социалистическом движении начинается активный процесс партийного строительства. Созданная в 1879 году Федерация социалистических рабочих Франции (FTSF), которая должна была объединить в своих рядах все социалистические течения не оправдала возложенных на неё надежд. В течение первых трёх лет существования партии её покинули все фракции кроме поссибилистов, которые с самого начала были в большинстве. В 1881 году сторонники революционного социалиста Огюста Бланки создали свою партию, Центральный революционный комитет. В следующем 1882 году Федерацию покинули марксисты во главе с Жюлем Гедом, образовавшие Рабочую партию (РО). Расколы не помешали социалистам в 1880-х годах добиться своих первых успехов на выборах, сначала на муниципальных, завоевав несколько муниципалитетов, в частности, Нарбон и Сент-Этьен. Кроме того, некоторые депутаты назывались социалистами, не вступая ни в одну партию, положив начало движению независимых социалистов. Они в основном выступали за умеренность и реформы.
К концу десятилетия усиливаются разногласия среди поссибилистов в FTSF, которые разделились на бруссистов, вступавших за участие в выборах, и аллеманистов, которые критиковали оппонентов за сосредоточённость на избирательных целях. В 1890 году они создали Рабочую социалистическую революционную партию (POSR), которая выступала за революционную «всеобщую забастовку»
В 1899 году среди социалистических групп разгорелись дебаты об участии Александра Мильерана в кабинете Пьера Вальдека-Руссо, в который наряду с радикалами входил маркиз де Галифе, наиболее известный тем, что руководил кровавыми репрессиями во время подавления Парижской коммуны. Кроме того, участие в «буржуазном правительстве» вызвало споры, противопоставив Жюля Геда Жану Жоресу. Впрочем, эти споры не помешали социалистам начать процесс объединения. В 1902 году марксисты из Французской рабочей партии Жюля Геда (POF) объединились с бланкистами из Революционной социалистической партии Эдуара Вайяна, образовав Социалистическую партию Франции (PSF). В том же году более умеренные социалисты во главе с Жоресом, Аллеманом и Бруссо сформировали Французскую социалистическую партию (PSF).
В 1905 году Социалистическая партия Франции и Французская социалистическая партия в соответствии с решением прошедшего в 1904 году Амстердамского конгресса Второго интернационала объединились, образовав Французскую секцию Рабочего интернационала (СФИО), которая около 50 лет была ведущей социалистической партией Франции.
Партия с самого начала оказалась зажатой между более умеренными радикал-социалистами справа и более радикальными анархо-синдикалистами слева, которые доминировали в профсоюзах. Созданная в 1895 году Всеобщая конфедерация труда (ВКТ) с самого начала отказывалась от парламентской деятельности и сотрудничества с политическими партиями. Это было формализовано Амьенской хартией в 1906 году, через год после создания объединённой социалистической партии SFIO. Амьенская хартия, краеугольный камень истории французского рабочего движения, утверждала автономию рабочего движения от политической сферы, предотвращая любую прямую связь между профсоюзом и политической партией. Она также провозгласил революционно-синдикалистскую перспективу преобразования общества посредством всеобщей забастовки. Это также было одним из основополагающих положений революционно-синдикалистской теории Жоржа Сореля.

### После Первой мировой войны
После Первой мировой войны демографическая ситуация во Франции существенно изменилась, увеличилось городское население, значительно вырос рабочий класс, увеличилось количество иммигрантов, которые должны были заменить погибших во время войны. Эти демографические изменения сыграли на руку левым, увеличив их потенциальный электорат. Кроме того, бойня во время войны привела к возобновлению пацифистских чувств, воплощённых в романе Анри Барбюса «Под огнём» (1916). Многие ветераны, такие как Поль Вайян-Кутюрье, пришли в политику, став заметными фигурами. Наконец, Российская революция 1917 года вселила большие надежды во многих рабочих и симпатизирующих им левых интеллектуалов. На противоположной стороне политической доски консерваторы играли на «красной угрозе» и одержали крупную победу на выборах 1919 года, образовав Национальный блок.

#### Раскол между реформистами и революционерами
Революция в России оказала большое влияние на социалистическое движение в мире в целом и во Франции в частности. В первую очередь речь шла о выборе методов достижения социализма: эволюционным путём или посредством массовой всеобщей забастовки и даже революции. Сторонники второго, революционного пути, воодушевлённые победой большевиков, активизировались, что привело к новому расколу французских левых сил, который произошёл на Турском конгрессе СФИО в декабре 1920 года.
Большинство участников конгресса, возглавляемые самыми молодыми руководителями партии из Комитета за Третий Интернационал (Бориса Суварина, Фернана Лорио и другие), решили присоединиться к Третьему Интернационалу (Коминтерну), созданному в марте 1919 года в Москве, для чего покинули СФИО и создали Французскую секцию Коммунистического интернационала (SFIC), впоследствии преобразованную во Французскую коммунистическую партию (ФКП). Марсель Кашен и Людовик-Оскар Фроссар отправились в Москву по приглашению Ленина. Несогласные с революционным путём, Леон Блюм и большинство депутатов-социалистов, остались в реформистском лагере, отказавшись от членства Коминтерене и пожелали остаться в составе Второго Интернационала, чтобы «присматривать за старым домом».
Выступая против сотрудничества с буржуазными партиями, SFIC критиковала первый Картель левых, победивший на выборах 1924 года, отказываясь выбирать между социалистами (SFIO) и радикалами (или, как они говорили, между «чумой и холерой»). После смерти Ленина в 1924 году компартия радикализировалась, следуя указаниям Коминтерна. Ряд основателей партии были исключены, в том числе, Борис Суварин, революционный синдикалист Пьер Монатт, троцкистские интеллектуалы, такие как Альфред Росмер и Пьер Навилль. Радикализация SFIC и массовые исключения не пошли на пользу партии, её численность сократилась со 110 000 членов в 1920 году до 30 000 в 1933 году.
В то же время SFIC начала антиколониальную борьбу, в частности поддержав повстанцев Абд аль-Крима во время Рифской войны и организовав альтернативную выставку во время Парижской колониальной выставки 1931 года. Коммунистическая партия с самого начала пользовалась поддержкой многих интеллектуалов, таких как сюрреалисты Андре Бретон, Луи Арагон, Поль Элюар и другие, молодых философов, таких как Поль Низан.
С другой стороны, СФИО хотя и сохранила марксистский язык, но выступила против революционной стратегии SFIC, готовясь к захвату власти легальным путём через выборы. Леон Блюм в январе 1926 года провёл различие между «завоеванием» и «осуществлением власти». Вместе с радикал-социалистами (Эррио и Даладье), республиканцами-социалистами (Бриан) и независимыми радикалами СФИО создаёт избирательный блок Картель левых, который победил на выборах 1924 года, завоевав 266 мест из 568. Первый кабинет радикал-социалиста Эррио уже в октябре 1924 года установил дипломатические отношения с СССР. Радикалы Эррио и Даладье будучи премьер-министрами (каждый трижды в 1920-х—1930-х годах) демонстрировали готовность радикалов сотрудничать с марксистами из СФИО, несмотря на расхождения социалистов и радикалов во взглядах на роль государства и на отношение к капитализму и среднему классу.

#### Начало 1930-х годов
После краха Уолл-стрит в 1929 году и начала Великой депрессии во Франции в 1931 году внутри СФИО возникли дебаты относительно роли государства. Философ Марсель Деа и врач Адриен Марке создали неосоциалистическое течение, ориентированное на соединение социализма с национализмом, корпоративизм и авторитаризм, за что были исключены из СФИО в ноябре 1933 года. Другие, отвечая на дебаты, поднятые в правом крыле движением нонконформистов, продвигали планизм, чтобы ответить на идеологический и политический кризис, поднятый неэффективностью классического либерализма и отказом от государственного вмешательства в экономику. В левом крыле СФИО оформились течения, Bataille socialiste (в переводе с фр. — «социалистическая борьба») Жана Зиромски и отколовшееся от него Gauche révolutionnaire (в переводе с фр. — «революционные левые») Марсо Пивера, выступавшие за пролетарскую революцию. Под влиянием кризиса изменилась политика ФКП, которая из защитника рабочих стала защитником «маленьких людей», жертв кризиса и господствующего обнищания. Кроме того, Торез, первый секретарь ФКП, сделал инициировал «националистический» поворот, противопоставленный прежнему интернационализму.
На выборах 1932 года победил второй Картель левых, но на этот раз СФИО не присоединилась к правительству. Лидер Картеля Даладье был вынужден уйти в отставку после путча 6 февраля 1934 года, организованного крайне правыми лигами, которые французские левые немедленно интерпретировали как попытку фашистского переворота. Встал вопрос о необходимости широкого антифашистского движения. Уже в марте 1934 года философ Ален (радикал), физик Поль Ланжевен (коммунист) и этнолог Поль Риве (социалист) создают Комитет бдительности антифашистских интеллектуалов (CVIA), который сыграл важную роль в объединении левых (радикал-социалистов, социалистов и коммунистов) против фашистской угрозы. Коминтерн, ранее выступавший против союза с социал-фашистами, после прихода к власти Гитлера пересмотрел свою стратегию и принял тактику Народного фронта против фашизма, в рамках которого допускался союз не только с социалистами и профсоюзами, но и с непролетарскими и даже буржуазными элементами, стоявшими на принципах антифашизма. В июле 1935 года Французская коммунистическая партия (ФКП) подписала пакт о единстве действий с СФИО.
В 1936 году во время Тулузского конгресса прокоммунистическая Единая всеобщая конфедерация труда (ЕВКТ), отделившаяся от Всеобщий конфедерации труда после Турского конгресса, возвращается в ВКТ.
С другой стороны, в сентябре 1934 года Лев Троцкий инициировал «французский поворот», стратегию энтризма (вступления своих сторонников в СФИО), которую поддержал Раймон Молинье, но которой противостоял Пьер Навилль. Во второй половине 1930-х годов подобную политику троцкисты проводили и в других странах. Впрочем, союз продержался недолго, уже в 1935 году на Мюлузском конгрессе СФИО троцкисты выступили против расширения единого антифашистского фронта за счёт включения в него «буржуазных» элементов, а в начале 1936 года около шестисот человек покинули СФИО по призыву Троцкого.
Союз между социалистами и коммунистами, к которому примкнули радикалы, проложил путь к победе Народного фронта на выборах 1936 года, что позволило социалисту Леон Блюм стал премьер-министром.
Сближение двух ранее соперничающих марксистских партий (реформистской СФИО и революционной ФКП) стал важным опытом, в основном на уровне партийных лидеров. Гражданская война в Испании, начавшаяся в 1936 году, имела серьёзные психологические последствия для активистов различных левых течений (солидаристы, социалисты, коммунисты, троцкисты и анархисты), которые осознав реальную опасность фашизма, сплотились для совместной борьбы как во Франции, так и в Испании. Сторонники всех левых движений, от социал-демократов до анархистов, вступали в ряды ополченцев ПОУМ, НКТ, а позже и Интернациональных бригад.

#### Народный фронт (1936)
Возглавляемый Леоном Блюмом Народный фронт одержал победу на выборах 1936 года, что привело к формированию правительства, состоящего из министров-радикалов и социалистов. Так же, как СФИО поддерживала второй Картель левых, не участвуя в нём, ФКП поддерживала Народный фронт, не входя в правительство. Вскоре после победы левых во Франции прошли массовые забастовки, в которых приняли участие более 1,5 миллиона рабочих. 7 июня 1936 года при содействии правительства Народного фронта Всеобщая конфедерация французских работодателей (CGPF) и Всеобщая конфедерация труда (ВКТ) заключили между собой так называемые Матиньонские соглашения, что было значимой победой профсоюзов. Соглашения гарантировали рабочим 40-часовую рабочую неделю, а также право на коллективные переговоры, право на забастовку и отменили все законы, препятствующие организации профсоюзов. Получив эти новые права, Морис Торез, лидер ФКП, подтолкнул рабочих к прекращению забастовок, предотвратив чрезмерную радикализацию ситуации.
Народный фронт столкнулся с жёстким сопротивлением со стороны консерваторов и французских крайне правых. Опасаясь действий внепарламентских правых лиг, Блюм запретил их, что привело Франсуа де Ла Рока к созданию на базе распущенной властями «Огненных крестов» массовой партии, названной Французской социальной партией (PSF). Шарль Моррас, лидер монархического движения Французское действие (AF), угрожал Блюму смертью, акцентируя его еврейское происхождение. В это же время нападки правых газет довели министра внутренних дел Роже Саленгро до самоубийства. Наконец, Секретный комитет революционного действия предпринял несколько попыток нападения на левых деятелей.
В 1938 году левые революционеры Марсо Пивера были исключены из СФИО и вошли в Социалистическую партию рабочих и крестьян (PSOP) вместе с люксембургистами, такими какРене Лефевр. Новая партия в идеологическом спектре расположилась между реформистами из СФИО и сталинистами из ФКП.
Победа Народного фронта на выборах не только остановила приход к власти фашистских организаций, но и позволила провести ряд значимых социальных реформ, пусть в дальнейшем и произошёл частичный откат при третьем кабинете Даладье (1938—1940) с его так называемым «национальным курсом». Однако среди партий, входивших в Народный фронт, были значительные противоречия в их видении политики, особенно внешней. Так, правительство Блюма склонилось к политике «невмешательства» в испанские дела, что вызвало недовольство в первую очередь ФКП, выступавшей за поддержку республиканской власти в Испании. Сменившее его правительство Даладье подвергалось значительной критике за так называемую «политику умиротворения» нацистской Германии, а подписание Мюнхенского соглашения привело к окончательному распаду Народного фронта. В октябре 1938 года Радикально-социалистическая партия отказалась от участия в фронте, ссылаясь на то, что коммунисты отказались поддержать в парламенте Мюнхенское соглашение. А уже в 1939 году уже ФКП подверглась обструкции со стороны других левых партий после того как одобрила подписание пакта Молотова-Риббентропа.

### Четвёртая Республика

#### Левые партии
После Освобождения в СФИО развернулась борьба между прежним руководством во главе с председателем партии Блюмом и генеральным секретарём Мейером и левым крылом, которое возглавил мэр Арраса и только что избранный в парламент Ги Молле. В то время как Мейер хотел перестроить СФИО по образцу Лейбористской партии Великобритании, то есть объединить на платформе социал-демократии и реформизма социалистов, профсоюзы и левых католиков, Молле выступал против «ухода от марксизма» и за сохранение классового характера партии. Борьба завершилась победой Молле, который на первом послевоенном съезде социалистов в 1946 году был избран новым генереальным секретарём, сохранив базовую для партии концепцию «демократического социализма», не отказываясь от теории Блюма об «осуществлении власти». При нём в СФИО усилились антикоммунистические настроения, в то время как Блюм был готов сотрудничать с ФКП. Новое руководство СФИО также выступило в поддержку атлантической солидарности и сохранение колоний. При СФИО Молле во многом сохранила свои позиции. Хотя по численности социалисты почти в три раза уступали ФКП, они неизменно входили в тройку самых популярных партий страны по итогам парламентских выборов и принимали участие в большинстве кабинетов.
Французская коммунистическая партия пользовалась большой популярностью благодаря положительному образу СССР, сложившемуся за время Второй мировой войны, и своей активной роли в Сопротивлении, став известной как «партия 75 000 расстрелянных». В начале 1945 года численность ФКП составила 500 тыс. человек, а в 1946 году достигла 900 тыс. человек. Компартия превратилась в своего рода социальный анклав со своими газетами, пьесами, романами, женскими журналами, кулинарными книгами и фермерскими альманахами. При этом обновлённая программа коммунистов лишь немногим отличалась от «демократического социализма» СФИО. Лидеры ФКП — генеральный секретарь Морис Торез и глава парламентской группы Жак Дюкло — выступали за укрепление парламентской демократии, поэтому ФКП продолжала быть активным участником парламентской жизни. Коммунисты выступали за демократизацию государственного управления, широкую антимонополистическую политику, против колонизации и евроатлантизма.
Помимо СФИО и ФКП в послевоенной Франции были и другие левые партии, группы, вышедшие из движения Сопротивления. Некоторые из них в 1945 году влились в Демократический и социалистический союз сопротивления (UDSR), который представлял из себя слабо организованную «парламентскую партию» без массового членства с расплывчатой идеологией и включал широкий спектр различных политических убеждений, от левоцентристов, и её по-разному описывали как левоцентристскую до правоцентристов и даже консерваторов. Союз был решительно антикоммунистическим и тесно связан с массовым антикоммунистическим движением «Мир и свобода». Левое крыло новой партии возглавил лидер Национального движения военнопленных и узников концлагерей Франсуа Миттеран, выступавшее за создание широкого левоцентристского блока и против сотрудничества с голлистами. В ноябре 1953 года Миттеран стал новым лидером UDSR. При нём Союз сдвинулся влево и в 1956 году вошёл в левоцентристскую коалицию Республиканский фронт во главе с Мендесом-Франсом и Молле.
Рабочее движение, которое во времена Народного фронта вновь объединилось под эгидой ВКТ, снова раскололось. В 1946 году анархо-синдикалисты создали Национальную конфедерацию труда (НКТ). Годом ранее была создана Федерация анархистов, объединившая приверженцев анархизма из Франции и франкоязычных регионов Бельгии и Швейцарии.

#### Выборы и правительства
Первые годы после Осовбождения Францией управлял трёхпартийный альянс, в который входили ФКП, СФИО и христианско-демократическое Народно-республиканское движение (МРП). Временное правительство Французской республики (1944—1947) дважды возглавляли деятели СФИО, Феликс Гуэн и Леон Блюм. За два с половиной года своего существования Временное правительство успело многое, в частности, в отношении принятия трудового законодательства, которое было задумано Национальным советом Сопротивления, зонтичной организацией, объединявшей все движения Сопротивления, в частности, основанный коммунистами Национальный фронт борьбы за освобождение и независимость Франции, политическое крыло партизанского движения «Фран-тирёры и партизаны», действовашее под эгидой ФКП. Помимо указов де Голля, впервые во Франции предоставивших женщинам право голоса, Временное правительство приняло ряд трудовых законов, включая закон от 11 октября 1946 года об установлении трудовой медицины. С 1945 по 1947 год министр сельского хозяйства-социалист при Шарле де Голле разработал положение о маркетинговых агентствах и защите прав арендаторов. Социалистический закон 1946 года заменил систему метаяжа законом аренды (statut de fermage), который обеспечивал большую безопасность от выселения «и установил обычную годовую арендную плату вместо десятины».
В 1947 году премьер-социалист Поль Рамадье принял условия плана Маршалла. ФКП в ответ проголосовала за недоверие кабинету Рамадье, положив начало майскому кризису 1947 года, который привёл к увольнению пятерых министров-коммунистов (среди которых был вице-премьер Торез). Так был положен конец «трипартизму», союза СФИО, ФКП и МРП. В том же 1947 году социалистическое правительство жестоко подавило малагасийское восстание, убив до 40 000 человек. В декабре 1947 года социалист Жюль Мок, министр внутренних дел в кабинете Робера Шумана (МРП), реорганизовал Группы мобильного резерва, специальное подразделение по борьбе с беспорядками, созданное режимом Виши, в Республиканские роты безопасности, чтобы подавить забастовки, начатые на заводе Renault в Булонь-Бийанкуре анархистами и троцкистами. Эти репрессии раскололи ВКТ, что привело к формированию реформистами в апреле 1948 года профсоюзной конфедерации ВКТ—Рабочая сила (РС) во главе с Леоном Жуо, которого поддержала Американская федерация труда.
На смену альянсу трёх партий пришла «Третья сила» (1947–1951), коалиция, объединявшая СФИО, радикалов, христианских демократов, социальных либералов и других центристских политиков, выступавших как против коммунистов, так и против авторитарных голлистов. «Третью силу» также поддерживал консервативный правоцентристский Национальный центр независимых и крестьян (CNIP), которому удалось добиться назначения своей самой популярной фигуры Антуана Пине премьер-министром в 1952 году, через год после роспуска коалиции.

#### Алжирская война
Летом 1954 года Франция была вынуждена согласиться вывести войска из Французского Индокитая и признать независимось государств, провозглашённых на его территории. В ноябре того же алжирские арабы, недовольные владычеством Франции и своим положением, начали восстание, вылившееся в 8-летний кровопролитный конфликт. Французский Алжир, в отличие от Индикитая, по действовавшему законодательству был неотъемлемой частью Франции, так же его воспринимали и многие слои французского общества, в первую очередь франкоалжирцы, для которых алжирские события были мятежом и угрозой территориальной целостности своей страны. Большинство левых выступали против независимости Алжира. В результате, социалистическое правительство Ги Молле, находившееся у власти в 1956—1957 годах, проводило репрессивную политику против алжирского Фронта национального освобождения (FLN), хотя большинство левых, включая персоналистское движение, чьим главным рупором был журнал Esprit, выступали против жестоких репрессий, в частности, против систематического применения пыток французской армией.
Антиколониалисты и антимилитаристы подписали «Манифест 121», опубликованный в L’Express в 1960 году. Хотя применение пыток быстро стало общеизвестным и вызвало протест левой оппозиции, французские власти неоднократно отрицали их применение, только в метрополии подвергнув цензуре более 250 книг, газет и фильмов, которые касались этой темы (и 586 в Алжире). Книга Анри Аллега 1958 года La Question, антивоенная песня «Дезертир» Бориса Виана, фильмы «Маленький солдат» Жан-Люка Годара (снят в 1960 году, в прокат вышел в 1963 году) и «Битва за Алжир» Джилло Понтекорво (1966) стали самыми известными примерами такой цензуры. Конфиденциальный отчёт Международного комитета Красного Креста, просочившийся в газету Le Monde, подтвердил обвинения в пытках, выдвинутые антивоенной оппозицией, представленной, в частности, Французской коммунистической партией (ФКП) и другими антимилитаристскими кругами. Хотя многие левые активисты и интеллектуалы, включая известных писателей-экзистенциалистов Жана-Поля Сартра и Альбера Камю, а также историка Пьера Видаля-Наке, без исключения осуждали применение пыток, это не помешало генеральному секретарю СФИО Ги Молле, возглавившему французское правительство в 1957 году, продолжить политику своих предшественников. В целом СФИО поддерживала колониальные войны во время Четвертой республики (1947—1954), начиная с подавления малагасийского восстания в 1947 году социалистическим правительством Поля Рамадье.

#### Падение Четвёртой республики
В конце 1950-х годов Четвёртая республика оказалась в жесточайшем кризисе, грозившим обернуться гражданской войной. Отсутствие устойчивого парламентского большинства и неорганизованность политических партий, министерская нестабильность, Алжирская война и Суэцкий кризис, неспособность часто сменяющихся кабинетов (с января 1947 по май 1958 года сменилось 23 кабинета) решить нарастающие проблемы в экономике, окончательно дискредитировали политическую систему Франции, в том числе и ведущие политические партии страны, среди которых была и СФИО, участник 13 кабинетов. Численность партии упала в 1957 году до 100 тыс. человек, из которых 51 % были чиновниками, 26 % — представителями интеллигенции и только 10 % — рабочими.
В мае 1958 года французские генералы, недовольные тем как идёт Алжирской войны (1954–62), угрожая правительству Пьера Пфлимлена переворотом, привели к падению Чётвёртой республики и к возвращению Шарля де Голля к власти. Радикалы и СФИО поддержали его возвращение и установление полупрезидентского режима Пятой республики. Однако часть левых выступили против возвращения де Голля, опасаясь его авторитаризма. Среди них были Франсуа Миттеран, экс-министр в правительстве Молле, бывший премьер-министр Пьер Мендес-Франс, Ален Савари (депутат от СФИО), Коммунистическая партия и другие. Философ Жан-Поль Сартр, известный атеист, сказал: «Я бы предпочёл проголосовать за Бога», поскольку он, по крайней мере, был бы скромнее де Голля». Мендес-Франс и Савари, выступая против поддержки де Голля их партиями, вместе формируют в 1958 году Автономную социалистическую партию.

### Пятая Республика

#### Социалистическая партия
После прихода к власти генерала Де Голля и установления Пятой Республики СФИО, дискредитированная общим кризисом Четвёртой Республики и политикой своего лидера Ги Молле, потеряла большую часть прежней популярности. Партия пережила ряд расколов, породивших Автономную социалистическую партию, Союз левых социалистов и другие организации. Среди молодёжи и левых интеллектуалов стала популярна Объединённая социалистическая партия, образованная в 1960 году группой «исторических» левых лидеров (Мейер, Депре, Мендес-Франс) при участии левых социалистов и диссидентов из ФКП. Среди рабочего класса позиции СФИО особенно сильно потеснила ФКП. Сказался и общий упадок левого движения — на выборах 1958, 1962, 1967 и особенно 1968 годов убедительные победы одерживали правые, прежде всего голлисты. Дошло до того, что в 1969 году кандидат в президенты от СФИО Гастон Деффер получил всего 5,01 % голосов, намного уступив Жаку Дюкло из ФКП (21,3 %). В мае и июле 1969 года, на конгрессах в Альфортвиле и Исси-де-Мулино, СФИО была преобразована в ныне действующую Социалистическую партию, в которую влились левые группы Мендеса-Франса, Савари и Поперена. В 1971 году к социалистам присоединился Конвент республиканских институтов во главе с Франсуа Миттераном.

#### Миттеранизм
В послевоенной Франции всё более заметную роль в левом движении играл Франсуа Миттеран. Будучи в молодости консерватором и ревностным католиком, он начал свою политическую карьеру в лагере ультраправых. Во время Второй мировой войны полтора года провёл в немецком плену, пока не сумел сбежать, после чего работал в администрации вишистского режима, одновременно участвуя во французском Сопротивлении. Бежал в Лондон, откуда перебрался в Алжир. После войны сделать карьеру в правительстве ему помешал конфликт с генералом Де Голлем, после чего Миттеран занялся политикой. Избравшись со второй попытки в парламент, примкнул к партии Демократический и социалистический союз сопротивления (ЮДСР), вскоре став лидером её левого крыла, а в 1953 году возглавил всю партию. Во время Четвёртой республики он неоднократно занимал различные должности в правительстве — всего 11 различных постов. В 1958 году Миттеран выступил против прихода к власти Де Голля, критикуя новый режим личной власти президента и призывая голосовать против Конституции 1958 года на референдуме.
В 1964 году на базе развалившегося ЮДСР Миттеран основал левоцентристскую антиголлистскую партию Конвент республиканских институтов. В 1965 он участвует в создании широкой коалиции Федерация демократических и социалистических левых сил (ФДСЛС), в которую помимо Конвента вошли социалисты Ги Молле, радикалы Рене Биллера и ряд более мелких левых групп. В том же году ФДСЛС выдвигает Миттерана кандидатом в президенты. Вопреки ожиданиям, что де Голль с лёгкостью победит уже в первом туре, Миттеран набрал почти 32 % голосов, и потребовался второй тур. Заручившись поддержкой не только всех левых и левоцентристских сил от радикал-социалистов до коммунистов, но и остальных оппозиционных кандидатов (либерала Жана Монне, консерватора Поля Рейно и даже ультраправого Жан-Луи Тиксье-Виньянкура), Миттеран всё же проиграл во втором туре, набрав 45 % голосов. На парламентских выборах 1967 года ФДСЛС, хоть и уступила по голосам голлистам и коммунистам, но завоевав 118 мест в Национальном собрании, стала второй силой в парламенте.
Во время «красного мая» 1968 года Миттеран занял более дружественную к восставшей леворадикальной молодёжи позицию, чем партии коммунистов и социалистов. Намереваясь воспользоваться протестной волной и бросить вызов президенту, он анонсировал своё выдвижение в президенты от ФДСЛС, однако та развалилась после неудачи левых на внеочередных парламентских выборах, а на досрочных президентских выборах 1969 года Ги Молле запретил Миттерану номинироваться от СФИО. Без Миттерана левые потерпели поражение. Все 4 левых кандидата, Жак Дюкло от ФКП, Гастон Деффер	от СФИО, Мишель Рокар от ОСП и троцкист Ален Кривин, набрали в сумме меньше 31 % голосов, причём больше двух третей из них получил коммунист.
В 1971 году Миттеран распускает свою партию и присоединяется к созданой двумя годами ранее на базе растерявшей популярность СФИО Социалистической партии (СП), сразу став её первым секретарём. На выборах 1973 года СП получает 89 мест в Национальном собрании, уступив только голлистам. В следующем 1974 года на досрочных президентских выборах Миттеран занимает первое место по итогам 1-го тура (43,3 % голосов), но проиграл во 2-м правоцентристу Валери Жискар д’Эстену (49,2 %). В 1978 году социалисты под руководством Миттерана вновь стали второй силой в парламенте по мандатам и впервые после Второй мировой войны превзошли Коммунистическую партию по голосам.
В 1981 году Социалистическая партия впервые в своей истории пришла к власти. Весной Миттеран избирается президентом, победив во 2-м туре (51,8 %), а летом социалисты на внеочередных парламентских выборах получают 266 мест в Национальном собрании из 491.

#### Президентство Миттерана
Сформированное при Миттеране социалистическое правительство Пьера Моруа с участием четырёх министров-коммунистов пыталось осуществить масштабную левую программу, проведя широкую национализацию (под контроль государства перешли 39 банков и 5 финансово-промышленных групп, 84 % авиационной и ракетной промышленности, 63 % цветной металлургии, 54 % химической промышленности), децентрализацию государственной власти (акт Деффера), сокращение рабочей недели до 39 часов, снижение пенсионного возраста до 60 лет, введение солидарного налога на роскошь и 5-недельных отпусков, увеличение минимальной зарплаты на 15 %, расширение социальных выплат на второго и третьего ребёнка, государственное поощрение новых технологий («Минитель» и поезда TGV) и либерализацию СМИ. Однако из-за неблагоприятной международной конъюнктуры и оттока капиталов этот курс был свёрнут. Возглавивший в 1984 году правительство без коммунистов Лоран Фабиус остановил левые (по сути кейнсианские) реформы и перешёл к режиму «жёсткой экономии».
На парламентских выборах 1986 года победу одержала правая оппозиция, и Миттерану пришлось назначить премьер-министром лидера неоголлистского Объединения в поддержку республики Жака Ширака, что означало первый в истории Франции период «сосуществования»: «левый» президент работал с «правым» премьером. В то время как Ширак в основном руководил внутренней политикой, Миттеран оставил за собой внешнюю политику и армию.
В 1988 году Миттеран при поддержке коммунистов был переизбран на второй срок, опередив во 2-м туре премьера Ширака (54,0 %). Видя подъём левых настроений в стране, Миттеран назначил премьер-министром социалиста Мишеля Рокара и распустил парламент. Внеочередные выборы завершились победой СП и её союзников, которые хоть и не смогли получить абсолютного большинства (277 мандатов из 577), но вновь стали ведущей силой в Национальном собрании, получая поддержку либо части центристских депутатов, либо коммунистов в зависимости от обсуждаемого законопроекта.
Во время своего второго срока Миттеран осуществил ряд важных социальных и экономических реформ по борьбы с бедностью, в сфере Единой сельскохозяйственной политики, децентрализации и регионального планирования. При нём были построены новые здания Национальной библиотеки и открыт Большой Лувр. На международной арене Миттеран работал над углублением европейской интеграции, о чем свидетельствует ратификация Маастрихтского договора. Он также сыграл роль в международных кризисах, таких как Первая война в Персидском заливе и геноцид в Руанде. В то же время, период президентства Миттерана также был отмечен политико-финансовыми скандалами, такими как дело Урбы и дело о заражённой крови, которые нанесли вред Миттерану и некоторым членам его правительства в глазах общества.
К выборам 1993 года Социалистическая партия подошла ослабленная многочисленными скандалами, в том числе коррупционными, и противостоянием Лионеля Жоспена и Лорана Фабиуса, возможных преемников тяжело больного Миттерана. В апреле 1992 года, после жестокого поражения на региональных и кантональных выборах в марте, социалисты, пытаясь исправить ситуацию, заменили премьер-министра Эдит Крессон на Пьера Береговуа, который обещал бороться с экономическими проблемами и коррупцией. Однако, он сам был обвинён в коррупции и позднее покончил с собой. В результате на выборах победу одержал «Союз за Францию», объединивший в своих рядах голлистов, правоцентристов и прочие правые партии (472 места из 577), в то время как социалисты потерпели самое тяжелое поражение в своей истории, получив всего 57 мест в Национальном собрании. Миттерану пришлось вновь пережить период «сосуществования», после того как правительство возглавил Эдуар Балладюр, соратник Ширака. Балладюр проводил жёсткую экономическую и социальную политику, включая повышение налогов и реформы, затронувшие пенсии и социальные пособия. На международном уровне он был вовлечен в кризис в бывшей Югославии и отказался от военной интервенции в Руанде.
На начало 1990-х годов пришёлся взлёт популярности Движения левых радикалов, которое возглавил Бернар Тапи, удачливый бизнесмен и владелец ФК «Олимпик» из Марселя. Пока правящая СП была в смятении левые радикалы набирали очки. Список партии во главе с Тапи получил на выборах в Европейский парламент 1994 года 13 мест вместо прежних 2. Но вскоре карьера Тапи была прервана обвинениями в коррупции, в том числе, футбольной, банкротстве, финансовых махинациях, мошенничестве и присвоении бюджетных средств, и партия, оставшись без лидера, вернулась к своему прежнему маргинальному положению.

#### После Миттерана
Возглавивший после Миттерана СП Лионель Жоспен проиграл президентские выборы 1995 года Жаку Шираку, но в 1997 году, создав большой альянс левых партий, в который помимо социалистов вошли коммунисты, левые радикалы, Гражданское движение и «зелёные», смог выиграть парламентские выборы (320 мест из 577) и занял пост премьер-министра, положив начало третьему в истории Пятой Республики «сосуществованию».
Французская коммунистическая партия тем временем продолжила свой распад, начавшийся в 1981 году, несмотря на все усилия Робера Ю, генерального секретаря с 1994 года.
На президентских выборах 2002 года левые партии оказались разобщенны, выставив сразу восемь кандидатов. Раскол в рядах левых, послужной список правительства Лионеля Жоспена, сильный нажим со стороны троцкистских крайне левых (LO и LCR) и экологистов, высокий процент воздержавшихся, привели к провалу левых. Во второй тур вышли действующий президент неоголлист Жак Ширак и, впервые во французской истории, лидер ультраправых Жан-Мари Ле Пен.
Парламентские выборы 2002 и 2007 годов под руководством нового лидера социалистов Франсуа Олланда оказались неудачными для левых (178 мандатов в 2002 и 227 в 2007). В то время как ФКП достигла исторически низких показателей (15 мандатов в 2007), крайне левые и радикальные левые объединяются в рамках нелиберальной левой, особенно себя проявивших во время референдум по Конституции Европейского союза в 2005 году. Эта рекомпозиция, а также падение популярности действующего президента Николя Саркози позволили Франсуа Олланду быть избранным в 2012 году и победить социалистам на парламентских выборах в следующем месяце (280 мандатов из 577).
Окончание пятилетнего срока Олланда, завершившийся поражением левых на выборах 2017 года, знаменовали собой перестройку французского политического ландшафта и, в частности, левых сил. Популярность действующего президента упала настолько, что Олланд даже не стал бороться за переизбрание, а выдвинутый вместо него Бенуа Амон занял лишь 5-е место, набрав чуть более 6 % голосов. Электорат СП раскололся, часть избирателей социалистов предпочли более центристского либерала Эммануэля Макрона, в итоге избранного президентом, часть ушли налево, проголосовав за более левого экс-социалиста Жан-Люка Меланшона, занявшего 4-е место с почти 20 % голосов, в то время как традиционный для левых электорат из рабочего класса постепенно правеет, всё чаще отдавая голоса ультраправым. Выборы 2017 года показали что новым лидером левого фланга стала левопопулистская «Непокорённая Франция», основанная Меланшона в 2017 году.
На муниципальных выборах 2020 года, отмеченных рекордным количеством воздержавшихся, резко увеличилось количество списков защитников окружающей среды, в частности тех, которые связаны с партией «Европа Экология Зелёные», часто в союзе с левыми партиями («Непокорённая Франция», СП, ФКП). Предвыборная кампания по выборам президента 2022 года вновь продемонстрировала отсутствие единства левых сил. Сразу 6 кандидатов от левых набрали в сумме около 32 % голосов, в итоге во второй тур вышли действующий президент Макрон и лидер ультраправых Марин Ле Пен. На парламентских выборах левые смогли объединиться в рамках большой коалиции Новый народный экологический и социальный союз, сформировался левый альянс, представивший только одного кандидата от каждого округа. Несмотря на этот союз, левые не получили большинства: 131 мандат, что на 74 больше чем эти же партии получили в 2017 году, но намного меньше чем у правоцентристский коалиции Макрона «Вместе».
Около ста лет ведущими силами левого движения Франции были Социалистическая и Коммунистическая партии, но к началу 2020-х годов они резко опустились в статусе. Сокращение реального сектора экономики и связанного с ним рабочего класса, формирование постиндустриального сектора и связанного с ним креативного класса, увеличение числа мигрантов, появление новых социальных движений (феминистских, экологических, антирасистских, сексуальных меньшинств), всё это привело к значительным изменениям в социально-политической жизни страны, к которым ни социалисты, ни коммунисты, не были готовы, чем воспользовались новые силы, такие как «Непокорённая Франция», «Экологисты», «Génération.s».

## Левые и местное самоуправление
После окончания Второй мировой войны левые партии смогли провести инновационные реформы в местных органах власти, которые находились под их контролем. Например, муниципалитеты, возглавляемые коммунистами, приобрели репутацию (как и их итальянские эквиваленты) часто новаторских, честных и в целом хорошо управляемых. По сравнению с некоммунистическими муниципалитетами, коммунистические власти имели тенденцию взимать более высокие местные налоги, устанавливать более низкие ставки за пользование услугами и использовать меньшую часть своих доходов для самофинансируемых инвестиций. Кроме того, коммунистические власти выделяли значительно большую долю ресурсов, чем некоммунистические, на образовательные и социальные программы. Согласно исследованию Эндрю Кнаппа и Винсента Райта, во времена более или менее полной занятости «коммунистические мэры были целеустремлёнными и компетентными в строительстве жилья, школ, клиник, спортивных залов и культурных центров», но, однако, «гораздо менее успешными в обеспечении экономического развития, которое стало ключевым приоритетом избирателей, поскольку безработица росла в 1980-х годах».
Социалистические власти были такими же новаторскими, как и коммунистические, с большим приоритетом, отдаваемым образовательной и социальной политике и государственным услугам, чем муниципалитеты, возглавляемые центристами и правыми, хотя расходы были пропорционально ниже, как в муниципалитетах, возглавляемых ФКП. Согласно исследованию Нила Наджента и Дэвида Лоу, по-видимому, «существует гораздо больше различий в конкретных приоритетах между советами, возглавляемыми PS, чем между советами, возглавляемыми PCF», при этом круг вопросов, определённых советниками и мэрами PS как составляющие их достижения и цели, «чрезвычайно различается». Как отмечается в исследовании, хотя традиционные и ожидаемые проблемы, связанные с такими вопросами, как городское обновление, образовательные учреждения, общественный транспорт и жильё, сохранились, они были вытеснены «широким спектром общественных, культурных и экологических интересов». Среди достижений, упомянутых мэрами-социалистами в начале 1980-х годов, были утилизация отходов, создание пешеходных зон и велосипедных дорожек в городских центрах, организация муниципального такси, а также создание удобств для молодёжи (включая, в одном муниципалитете, помощь в создании кафе, управляемых самими молодыми людьми). Один такой инновационный орган власти, в Ла-Рошеле, возглавлялся левым радикалом Мишелем Крепо (сторонником энвайронментализма) с 1971 по 1999 год, и среди его достижений была схема переработки отходов, которая приносила городу прибыль.

## Эволюция левых партий
С исторической и реляционной точки зрения можно наблюдать хронологическую эволюцию левых на оси левые—правые, причинами которой были названы появление новых левых течений, опыт власти или конфронтация с правыми. Это суммировано в концепции синистризма Альбером Тибоде в Les idées politiques de la France (1932).
| Годы                                | Ультралевые                                                                            | Радикальные левые                | Левые                                                                     | Левый центр                                   |
| ----------------------------------- | -------------------------------------------------------------------------------------- | -------------------------------- | ------------------------------------------------------------------------- | --------------------------------------------- |
| Революционная Франция               |                                                                                        |                                  |                                                                           |                                               |
| 1789—1799                           | Монтаньяры                                                                             | Якобинцы                         | Жирондисты                                                                | Фельяны                                       |
| Монархическая Франция               |                                                                                        |                                  |                                                                           |                                               |
| 1814—1848                           | Эбертисты                                                                              | Робеспьеристы                    | Великодушные                                                              |                                               |
| Вторая Французская республика       |                                                                                        |                                  |                                                                           |                                               |
| 1848—1852                           | Радикальные республиканцы                                                              |                                  | Монтаньяры                                                                | Умеренные республиканцы                       |
| Третья Французская республика       |                                                                                        |                                  |                                                                           |                                               |
| 1870-е—1880-е                       | Крайне левые                                                                           | Левые радикалы                   |                                                                           | Левые республиканцы                           |
| 1890-е                              | Французская рабочая партия                                                             | Радикал-социалисты               | Радикалы                                                                  | Умеренные республиканцы                       |
| 1900-е                              | Гедисты                                                                                | Поссибилисты                     | Радикал-социалисты                                                        | Левые республиканцы                           |
| 1910-е                              |                                                                                        | Социалисты                       | Республиканцы-социалисты                                                  | Радикал-социалисты                            |
| Межвоенный период (1918—1939)       | Коммунисты                                                                             | Социалисты                       | Социалисты-республиканцы                                                  | Радикал-социалисты                            |
| Четвёртая Французская республика    |                                                                                        |                                  |                                                                           |                                               |
| 1946—1958                           | Троцкисты                                                                              | Коммунисты                       | Социалисты                                                                | Левые республиканцы                           |
| Пятая Французская республика        |                                                                                        |                                  |                                                                           |                                               |
| Эпоха де Голля (1958—1969)          | Троцкисты                                                                              | Коммунисты                       | Социалисты                                                                |                                               |
| Постголлизм (1969—1981)             | Троцкисты                                                                              | Коммунисты                       | Социалисты                                                                | Левые радикалы                                |
| Президентство Миттерана (1981—1995) | Троцкисты                                                                              | Коммунисты                       | Социалисты                                                                | Левые радикалы                                |
| Президентство Ширака (1995—2007)    | Троцкисты                                                                              | Коммунисты                       | Социалисты                                                                | Левые радикалы                                |
| Чередование (2007—2017)             | Троцкисты                                                                              | Коммунисты                       | Левые                                                                     | Социалисты, левые радикалы                    |
| Президентство Макрона (с 2017)      | Интернационалисты, неокоммунисты, троцкисты, марксисты-ленинцы, либертарные коммунисты | Непокорённая Франция, коммунисты | Социалисты, экологисты, демсоциалисты, экосоциалисты, левые республиканцы | Реформисты, социал-демократы, социал-либералы |

### Комментарии
1. ↑  Голубая линия Вогезов (фр. La ligne bleu des Vosges) — поэтическое название Вогезов, горного хребта, который стал границей отделяющей Эльзас и часть Лотарингии от Франции, после того как они были завоёваны немцами в 1871 году. Говоря о «голубой линии Вогезов» подразумевали призыв к французам обратить свой взор за Вогезы в знак искренней солидарности с теми, кого они считали несчастливо ожидающими освобождения по ту сторону хребта. См. The Blue Line – the Vosges frontier 1871 to 1914.
2. ↑  Реставрация Бурбонов (1814—1830) и Июльская монархия (1830—1848).
3. ↑  Марксисты во главе с Жюлем Гедом и Полем Лафаргом.
4. ↑  Поссибилисты или реформисты, возглавляемые Полем Бруссом и Жаном Аллеманом.